# Aspidoglossa
Aspidoglossa is een geslacht van kevers uit de familie van de loopkevers (Carabidae). De wetenschappelijke naam van het geslacht is voor het eerst geldig gepubliceerd in 1846 door Jules Putzeys.

## Soorten
Het geslacht Aspidoglossa omvat de volgende soorten:
- Aspidoglossa aerata Putzeys, 1846
- Aspidoglossa agnata Putzeys, 1866
- Aspidoglossa brachydera Bates, 1878
- Aspidoglossa crenata (Dejean, 1825)
- Aspidoglossa cribrata Putzeys, 1846
- Aspidoglossa curta Putzeys, 1866
- Aspidoglossa distincta Putzeys, 1866
- Aspidoglossa intermedia (Dejean, 1831)
- Aspidoglossa korschefskyi Kult, 1950
- Aspidoglossa latiuscula Putzeys, 1866
- Aspidoglossa mexicana (Chaudoir, 1837)
- Aspidoglossa minor Kult, 1950
- Aspidoglossa obenbergeri Kult, 1950
- Aspidoglossa ogloblini Kult, 1950
- Aspidoglossa pallida Putzeys, 1846
- Aspidoglossa rivalis Putzeys, 1846
- Aspidoglossa ruficollis Putzeys, 1866
- Aspidoglossa semicrenata (Chaudoir, 1843)
- Aspidoglossa sphaerodera (Reiche, 1842)
- Aspidoglossa striatipennis (Gory, 1833)
- Aspidoglossa subangulata (Chaudoir, 1843)
- Aspidoglossa submetallica Putzeys, 1846
- Aspidoglossa szekessyi Kult, 1950
- Aspidoglossa torrida Putzeys, 1846